# Far Eastern Economic Review
Far Eastern Economic Review (omtalt som The Review eller FEER) var et engelsk asiatisk nyhedsmagasin etableret i 1946, der blev udgivet i Hongkong. Den sidste udgave udkom i december 2009. Det Hongkong-baserede magasin blev oprindeligt udgivet ugentligt. På grund af økonomiske vanskeligheder blev bladet omdannet til en månedlig udgivelse i december 2004 og skiftede samtidig indretning, således at de fleste artikler blev skrevet af freelancere, der havde ekspertise inden for et givet felt, f.ex. økonomer, politikere, socialforskere.
FEER dækkede en række emner, herunder politik, handel, økonomi, teknologi, sociale og kulturelle spørgsmål i hele Asien, med fokus på Sydøstasien og Storkina.